# Kościół św. Jakuba w Lubece
Kościół św. Jakuba w Lubece (niem. St. Jakobi zu Lübeck) –  jeden z pięciu głównych kościołów na lubeckim Starym Mieście. Powstał jako świątynia ludzi morza. Poświęcony w 1334, jest jedną ze stacji Drogi św. Jakuba (hiszp. Camino de Santiago) z Europy północnej do Santiago de Compostela. Jest jednym z głównych zabytków lubeckiego hanzeatyckiego Starego Miasta, które w 1987 zostało wpisane na listę dziedzictwa kulturowego UNESCO.

## Architektura
Świątynia to trójnawowy gotycki kościół halowy z 1300, zbudowany w miejscu zniszczonego wielkim pożarem (1276) kościoła romańskiego, o którym wspominano już w 1227. Przypuszcza się, że fryz na wieży kościelnej oraz mur nawy bocznej są pozostałościami po poprzednim budynku romańskim. XIII-wieczne plany nadania kościołowi formy bazyliki nie zostały nigdy zrealizowane.

## Wystrój wnętrza

### Ołtarz główny
W 1287 kościół otrzymał znaczną darowiznę na budowę nowego ołtarza. Stół ołtarzowy (mensę) wraz z prezbiterium poświęcił w 1334 biskup Heinrich II. Bochholt. W 1435 zainstalowano ołtarz główny autorstwa nieznanego artysty, nazywanego mistrzem ołtarza św. Jakuba. Obecne ołtarz ten znajduje się w zbiorach Państwowego Muzeum w Schwerinie.
Aktualny ołtarz główny to dzieło Hieronymusa Hassenberga z 1717.

### Kaplice
Kościół posiada wiele kaplic ufundowanych przez bogate kupieckie rodziny lubeckie. Do najbardziej znanych należy Brömsen-Kapelle, gdzie znajduje się słynny ołtarz Brömbsen-Altar (1500), którego środkowa część pochodzi z pracowni Heinricha Brabandera, oraz Wittenkapelle (zwana też Sargträgerkapelle) poświęcona tym, co zostali na morzu. W Wittenkapelle znajduje się wrak łodzi ratunkowej z czteromasztowca Pamir, który zatonął w 1957, ciągnąc za sobą na dno 80 marynarzy z 86 osób załogi.

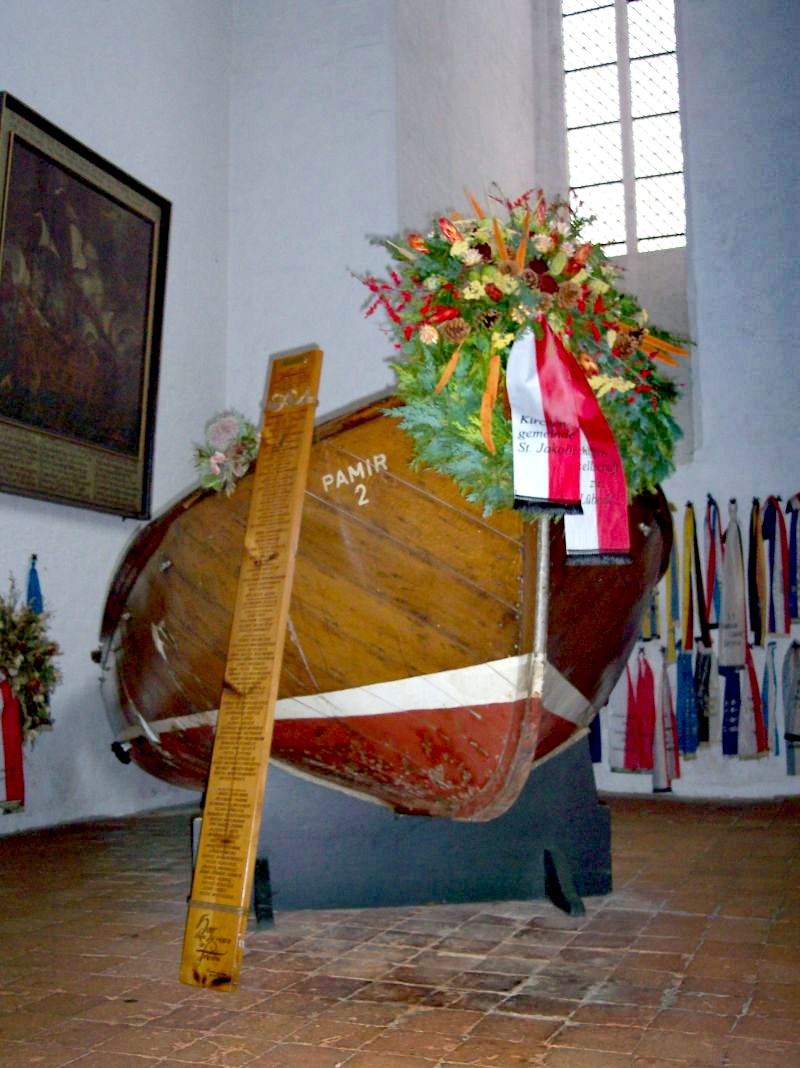
Pamir – łódź ratunkowa

### Organy
Kościół św. Jakuba jako jeden z nielicznych kościołów lubeckich nie ucierpiał w czasie brytyjskiego ataku powietrznego w 1942. Dlatego też, jako jedyna świątynia w Lubece, posiada parę oryginalnych organów, z 1504 oraz z 1637.

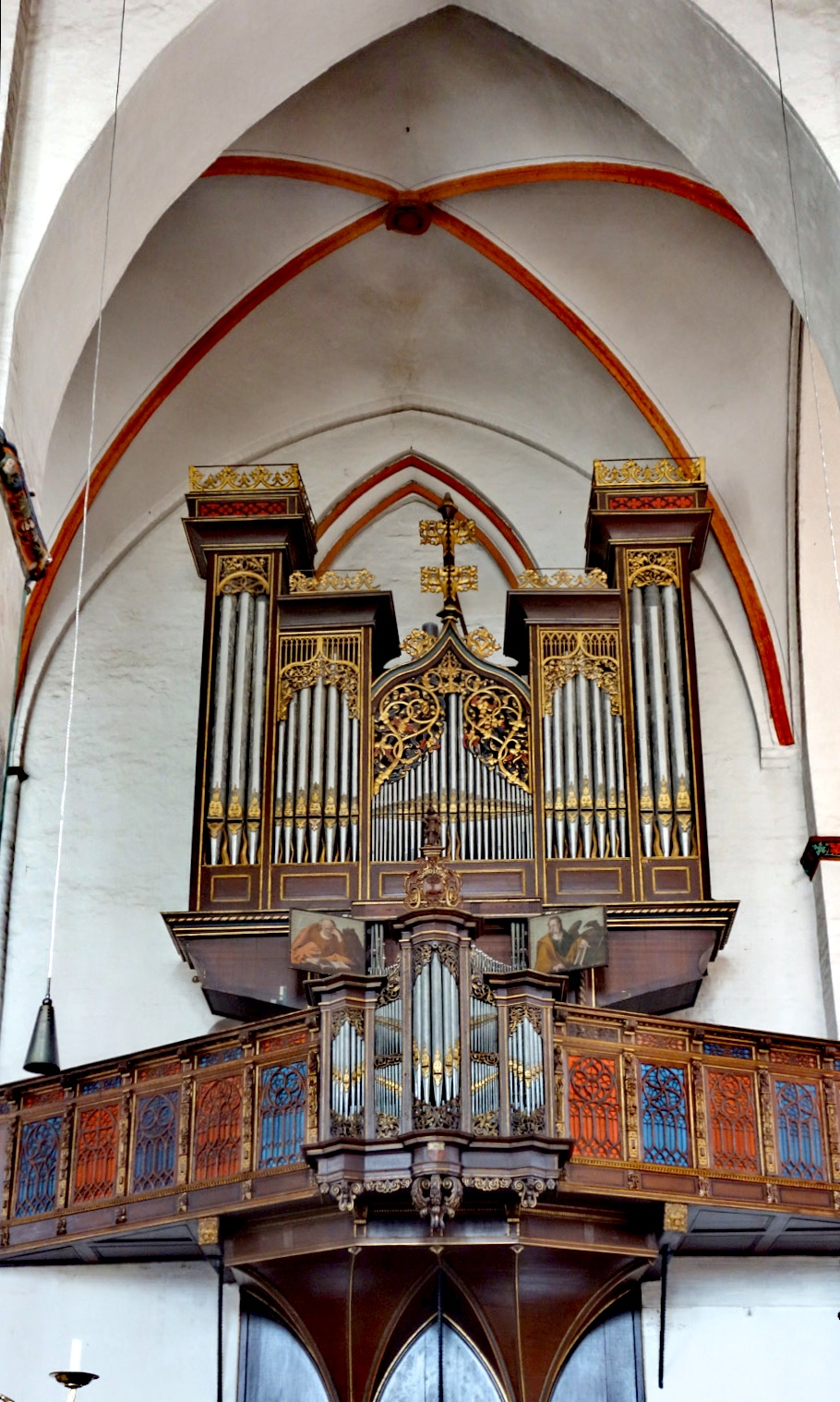
Małe organy  - najstarsze organy w Lubece (1504)
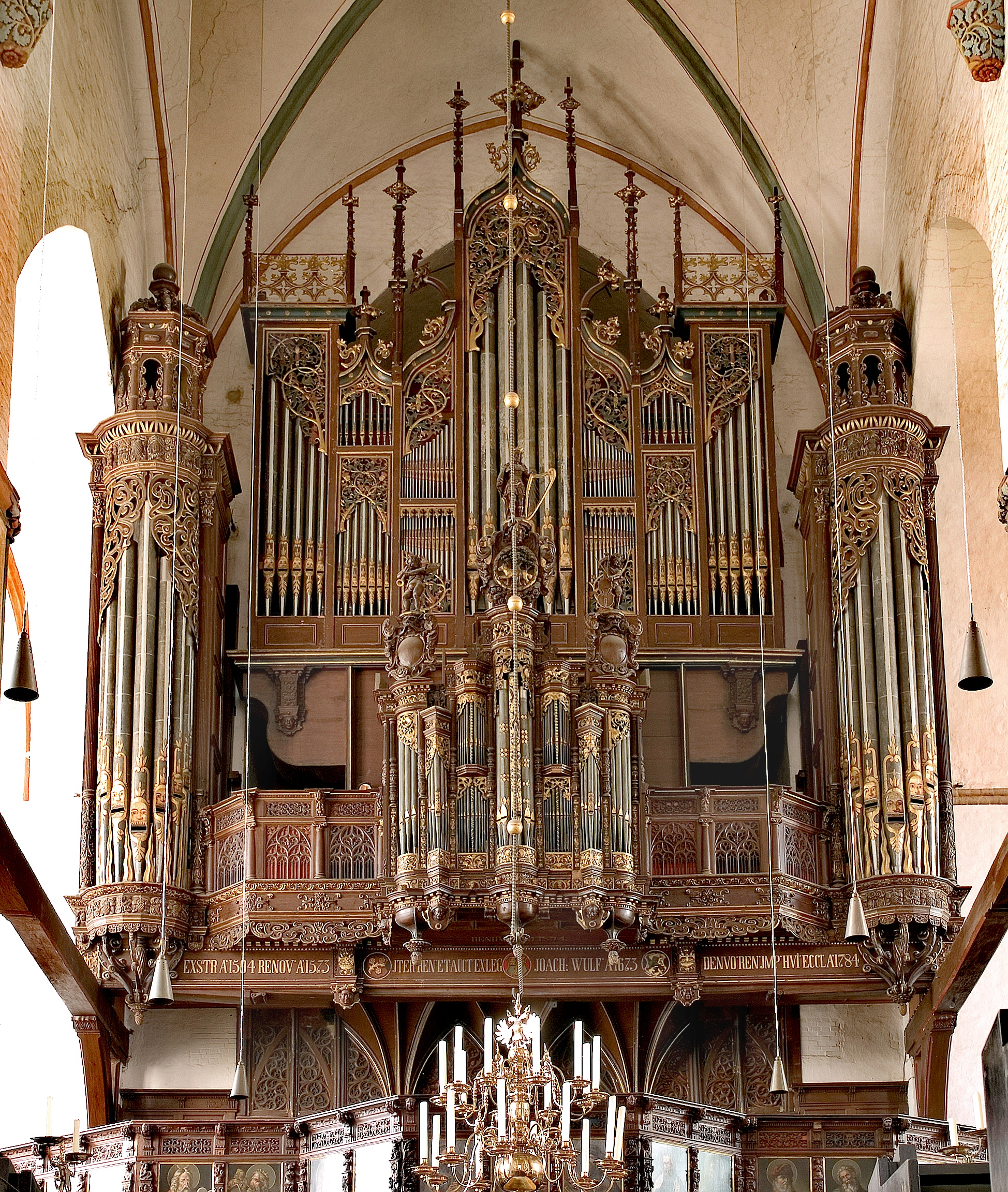
Wielkie organy z 1637

### Dzwony
Na wieży kościoła zawieszone są cztery zabytkowe dzwony:
| Nr. | Nazwa/Funkcja                             | Data odlania | Ludwisarz               | Tonacja | Masa (kg) | Średnica (mm) |
| 1   | Pulsglocke                                | 1507         | Geert van Wou           | a0 +7   | 4500      | 1871          |
| 2   | Predigt/Sonntagsglocke (Dzwon Niedzielny) | 1756         | Johann Hinrich Armowitz | ais0 +3 | 2537      | 1632          |
| 3   | Bürgerglocke (Dzwon Mieszczan)            | 1743         | Lorenz Strahlborn       | h0 −4   | 3338      | 1730          |
| 4   | Abendglocke (Dzwon Poranny)               | 1619         | Berent Bodemann         | e1 +6   | 1800      | 1070          |